# Michel Larionov
Pour les articles homonymes, voir Larionov.
Mikhaïl Fiodorovitch Larionov (en russe : Михаил Фёдорович Ларионов), dit Michel Larionov, né le 3 juin 1881 à Tiraspol (gouvernement de Kherson, Empire russe) et mort le 10 mai 1964 à Fontenay-aux-Roses (Hauts-de-Seine), est un peintre, graveur et décorateur russe naturalisé français.

## Biographie
Michel Larionov étudie à l'école de peinture de Moscou. Son style passe de l'impressionnisme au fauvisme ; il est l'un des pionniers du rayonnisme et parmi les premiers animateurs de l'avant-garde en Russie.
Il se lie avec Kasimir Malevitch, a pour élève Vladimir Tatline et fonde, en 1910, le groupement du Valet de Carreau puis, en 1912 — après une dispute avec David Bourliouk —, Queue d'Âne. En 1911, sous son influence Tatline crée son tableau Le Marin.
Il épouse Nathalie Gontcharova, autre artiste peintre russe célèbre, avec qui il élabore, dès 1909-1910, les fondements du rayonnisme, dont il écrit le manifeste en 1912 (publié en 1913 à Moscou). Il crée l'année suivante le mouvement du Toutisme avec Mikhail Le Dentu et le poète Ilia Zdanevitch, également connu sous le nom de Iliazd.
Larionov expose au Salon des indépendants à Paris, en même temps que Nathalie Gontcharova et l'artiste peintre Alexandra Exter, grâce à l'appui des époux Sonia et Robert Delaunay, sollicités par Exter.
En mai 1914, il accompagne Nathalie Gontcharova qui, sur invitation de Serge de Diaghilev, se rend à Paris pour préparer les décors du ballet Le Coq d'Or. Ils restèrent à Paris jusqu'au déclenchement de la Première Guerre mondiale. Mikhaïl Larionov, soumis au service militaire, retourna immédiatement en Russie en août 1914 et fut envoyé en Prusse-Orientale. Après un mois de combats, il fut grièvement blessé et hospitalisé à Moscou, puis démobilisé en décembre 1914. Lorsque Serge de Diaghilev l'apprit, il bombarda Gontcharova et Larionov de télégrammes l'invitant à venir le voir en Italie, puis en Suisse, pour travailler sur les Ballets russes. Gontcharova et Larionov se rendirent en juillet 1915 dans la villa louée par Diaghilev à Ouchy, près de Lausanne, pour travailler sur « Les Noces » et « Liturgy » (Natalia Gontcharova) et « Soleil de Nuit » de Nikolaï Rimski-Korsakov (Mikhail Larionov).
Après cela, Larionov s'installe à Paris, se consacrant à des décors pour les Ballets russes de Serge de Diaghilev, qu'il réalise entre 1915 et 1922. Il ne retourne plus dans son pays natal après la révolution bolchévique de 1917.
Il repose avec son épouse au cimetière parisien d'Ivry (7e division).

## Œuvre

### Collections publiques

#### En France
- musée national d'Art moderne, Paris : L'idylle turque, 1911/1920
- musée des beaux-arts de Lyon : voir l’œuvre Portrait d'un athlète (Vladimir Bourliouk)], 1910, (Acquis des héritiers de l'artiste, 1967)

#### En Russie
- Moscou Galerie Tretiakov :
  - Canards, vers 1900-1905 ;
  - Bœufs au repos, 1906 ;
  - Turc, 1910.
  - Tête de taureau, 1912.
- Riazan, musée des beaux-arts : Poissons, vers 1904-1906.
- Saint-Pétersbourg, musée Russe :
  - Canards, vers 1905 ;
  - Portrait de l'artiste Artur Fonvizin, vers 1910 ;
  - Heureux automne, 1912 ;
  - Paysage rayonniste, 1912.

#### En Suisse
- Genève, Petit Palais.

Le détenteur de la plus grande collection d'œuvres de Larionov, Andréi Nakov, a été poursuivi par la justice de Genève pendant plus de dix ans sur un soupçon d'authenticité des peintures déclarées.

### Publications
- Konstantin Bolshakov, Le Futur, illustré avec Gontcharova, Moscou, 1913 — ouvrage confisqué par la censure.
- L'Art décoratif théâtral moderne, illustré avec Goncharova, Paris, La Cible, 1919.
- Alexander Blok, Les Douze, illustré avec Goncharova, Paris, 1920.
- Manifestes, traduit du russe par Régis Gayraud, présentés par Gabriella di Millia, Éditions Allia, 1995  (ISBN 2-9042-3592-2).

## Galerie

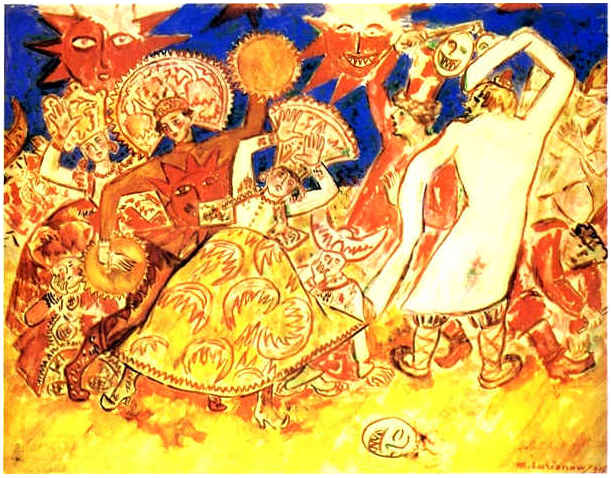
Soleil de minuit (1915), Londres, Collection N. Lobanov-Rostovsky.
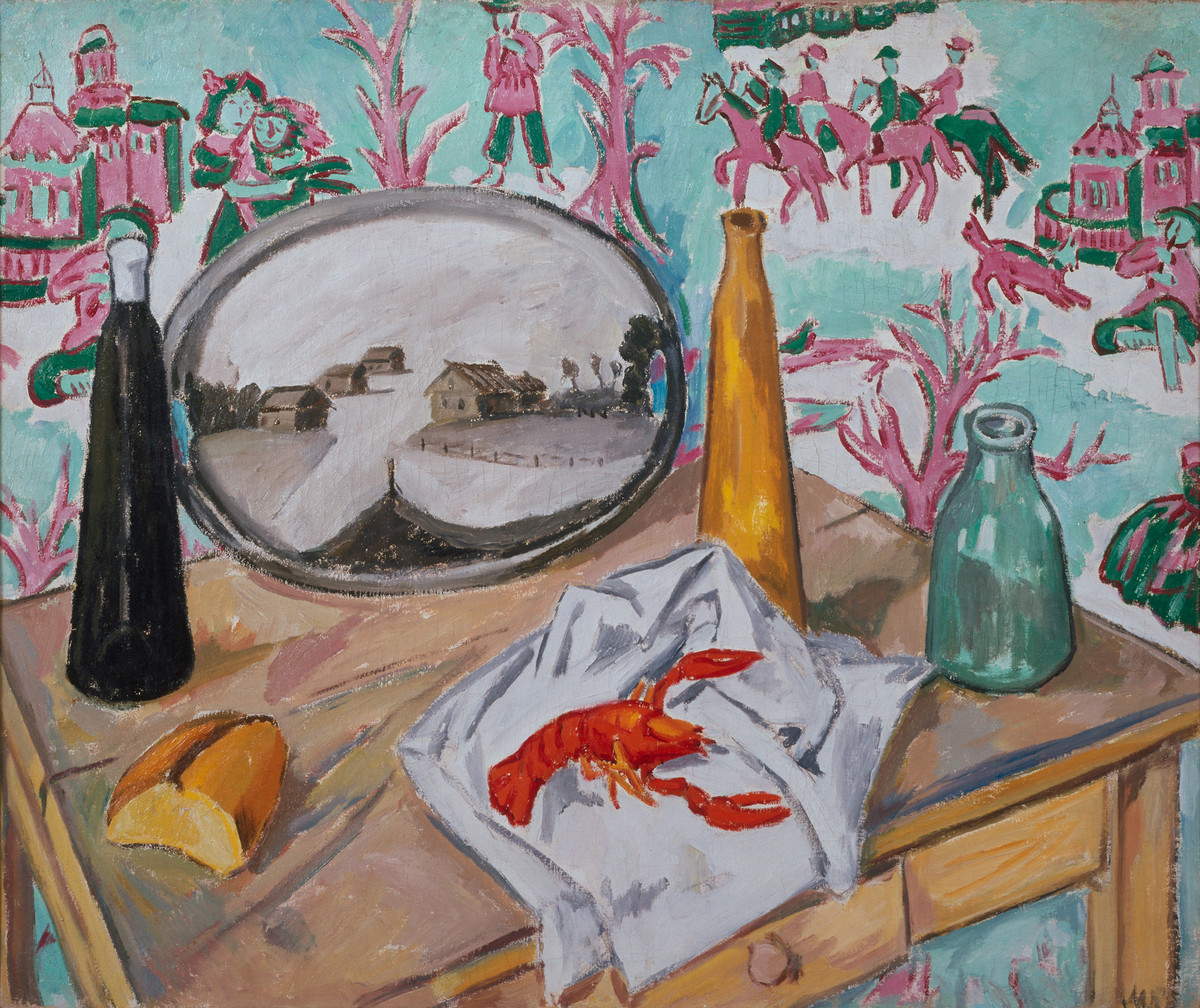
Nature morte au homard (1907), Cologne, musée Ludwig.
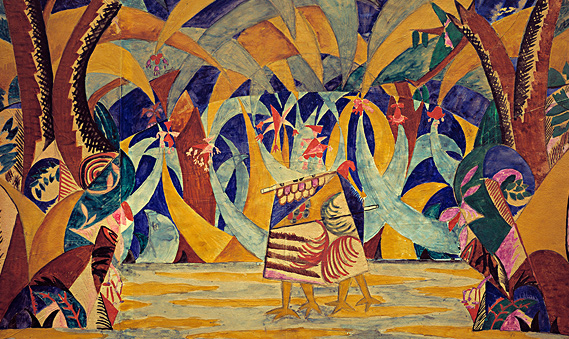
Contes russes (1916), localisation inconnue.
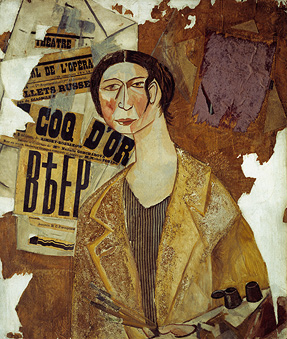
Portrait de Natalia Goncharova (1915), localisation inconnue.

### Archives
- Fonds : Michel Larionov et Natalia Gontcharova. (1914-1962) [archives écrites et photographiques, documents imprimés.].  Cote : LAR. Paris : Bibliothèque Kandinsky, Centre Pompidou (présentation en ligne).